# NEADS

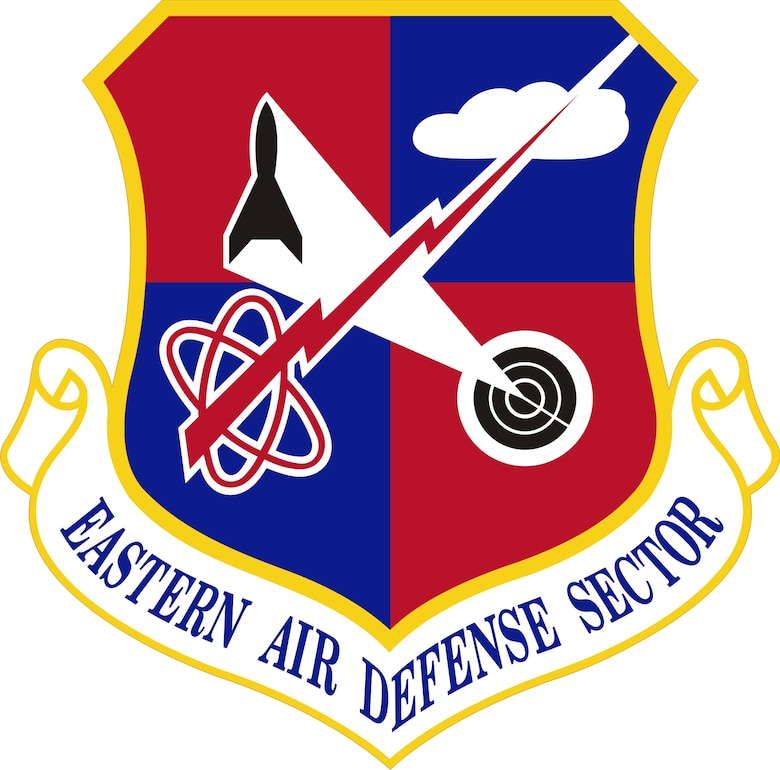
Lo stemma del NEADS.

Il NEADS (acronimo in inglese di North East Air Defense Sector; in italiano: Settore di Difesa Aerea del Nord-Est) è una organizzazione statunitense della US Air Force, uno dei settori responsabili per il North American Aerospace Defense Command.

## Storia
Il NEADS venne fondato nel 1956, circa due anni prima della fondazione del NORAD. Il NEADS, come il NORAD, ha l'incarico di coordinare la sorveglianza del settore aereo della East Coast degli Stati Uniti al fine di mantenere la sicurezza del traffico aereo civile e/o militare. Il NEADS ha la sua sede a Rome, nello stato di New York.